# (9142) Rhesus
(9142) Rhesus (5191 T-3) – planetoida z grupy trojańczyków okrążająca Słońce w ciągu 11,86 lat w średniej odległości 5,2 j.a. Odkryta 16 października 1977 roku.